# Buddy Morrow

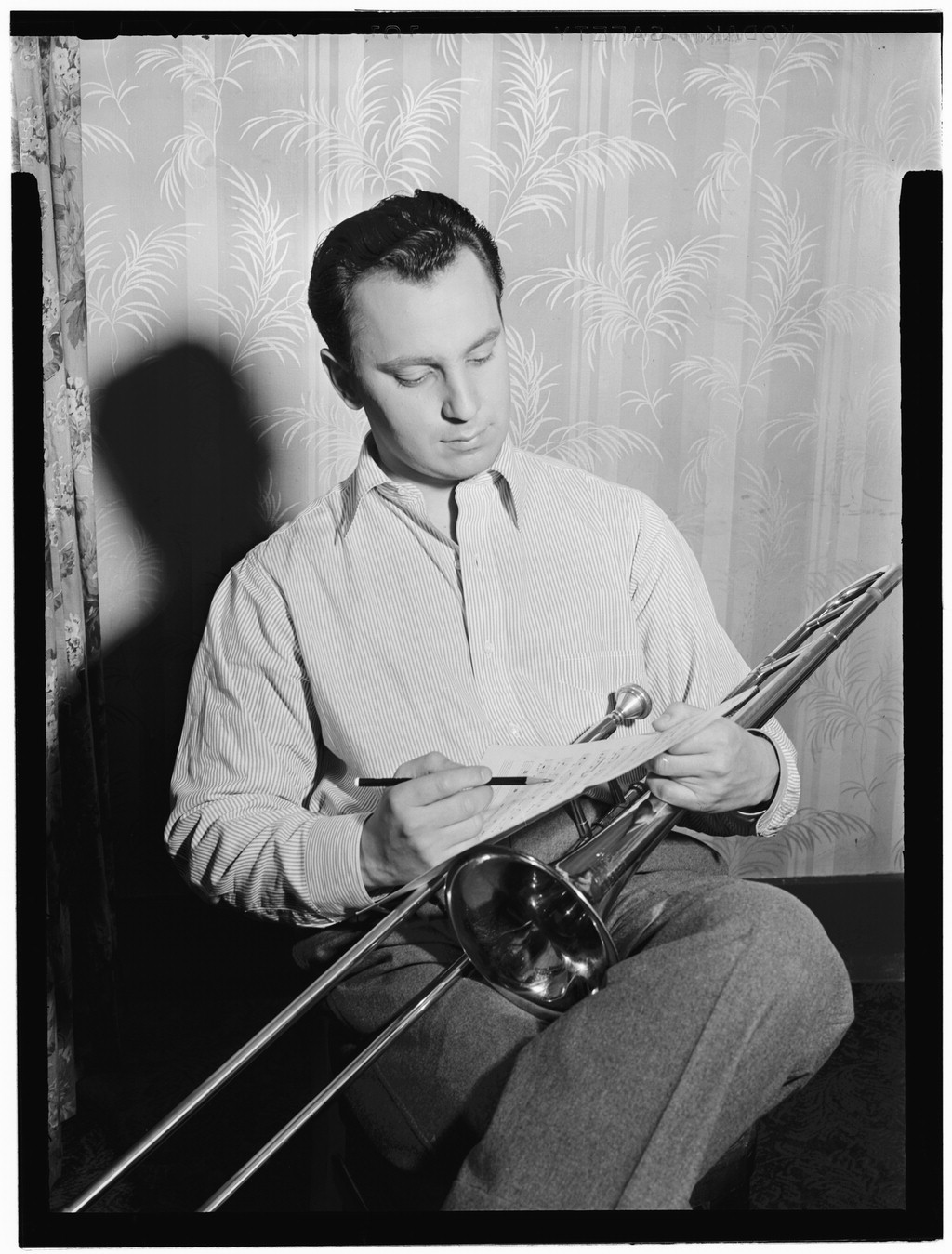
Buddy Morrow, ca. Mai 1947.
Fotografie von William P. Gottlieb.

Buddy Morrow (* 8. Februar 1919 in New Haven, Connecticut; † 27. September 2010 in Raleigh (North Carolina); eigentlich Muni Zudekoff, genannt Moe Zudekoff) war ein US-amerikanischer Jazz-Posaunist und Leader einer Swing-Bigband.

## Leben
Buddy Morrow studierte an der Juilliard School of Music und begann seine Karriere 1936/37 unter seinem Geburtsnamen in der Band von Artie Shaw; als Mini Morrow spielte er 1941/42 bei Bob Crosby. Von 1946 bis 1950 war er Mitglied des Tommy Dorsey Orchestra, 1949 arbeitete er bei Flip Phillips. Als die Bigband-Ära zu Ende ging, suchte RCA Victor einen Nachfolger für Tommy Dorseys Band, die bislang für das Label aufgenommen hatte; fortan leitete Morrow (neben Ralph Flanagan) eine eigene Band für RCA und; diese hatte ihr Hauptquartier in New York, wo sie meist im Roseland Ballroom auftrat. Ansonsten tourte sie vorwiegend im Mittleren Westen und auch im Süden der USA, wo sie im Roosevelt in New Orleans gastierte. Morrow nahm eine Reihe von Alben für RCA und auch für Mercury auf; in den nationalen Hitparaden bekannt wurde er durch seine Interpretationen der Titel „Rose, Rose, I Love You“ 1951, #8), „Night Train“ (1952, #27), „Greyhound“ (#30, 1952), „One-Mint Julep“ (#30, 1952), „Train, Train, Train“ (#14, 1953), „Mister Sandman“ (#20, 1954) sowie sein Balladenspiel. Zu Mitgliedern seiner Bands gehörten 1951/52 Yank Lawson, Lou McGarity, Bob Haggart und 1955 zeitweilig auch der Bassist Scott LaFaro.
Anfang der 1960er Jahre konnte Morrow mit seiner Band nur noch an Wochenenden auftreten; er arbeitete dann vorwiegend als Studiomusiker im Raum New York, wie 1969 beim Album Chapter Three: Viva Emiliano Zapata von Gato Barbieri; 1970 gehörte er dem Count Basie Orchestra an. Von 1977 bis 2010 leitete er das Tommy Dorsey Orchestra als Ghost Band, mit dem er auf Tourneen ging. 1975 arbeitete er mit Joe Thomas; 1988 spielte er noch in Erich Kunzels Cincinnati Pops Big Band Orchestra.

## Diskographische Hinweise
- Buddy Morrow, his Trombone, and His Orchestra – A Big Band Buddy: Studio and Live Recordings, 1945–1957 (Jasmine Records, 2004)
- Buddy Morrow On RCA (RCA, 1950–53)
- A Salute To The Fabulous Dorseys (Universal, 1955)
- Music For Dancing Feet (Universal Recorders, 1955)
- Buddy Morrow and His Golden Trombone (Universal Recorders, 1956)
- Big Band Beatlemania (the big hits of 1964) (Epic)
- Big band guitar (RCA Victor, 1959)
- Swingin’ Through the Night, (Bluebird Records)
- The Uncollected Buddy Morrow (Hindsight Records, 1964) mit Stan Edson